# 크레졸

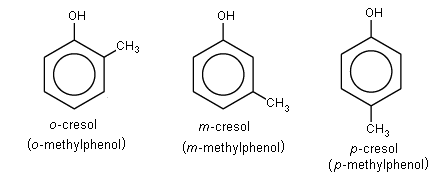
크레졸 이성질체

크레졸(cresol)은 석탄 타르 및 나무 타르 중에서 석탄산과 함께 발생하는 물질이다. 소독약과 방부제로 쓰인다.

## 참고 자료
- 이 문서에는 다음커뮤니케이션(현 카카오)에서 GFDL 또는 CC-SA 라이선스로 배포한 글로벌 세계대백과사전의 내용을 기초로 작성된 글이 포함되어 있습니다.